# トランスロコン
トランスロコン (translocon) は、膜を通過するポリペプチドの局在化に関連するタンパク質複合体であり、一般的にトランスロケーター(translocator; 輸送体) またはトランスロケーションチャネル (translocation channel; 輸送チャネル) としても知られる。真核生物では、トランスロコンという用語は、もっとも一般的には、標的化シグナル配列を持つ新生ポリペプチドを、細胞質基質から小胞体 (ER) の内部空間 (槽または内腔) に輸送する複合体を指す。このトランスロケーションプロセスでは、タンパク質が疎水性脂質二重層を通過する必要がある。また、同じ複合体は、新生タンパク質を膜自体 (膜タンパク質) に統合するためにも使用される。原核生物では、同様のタンパク質複合体が、ポリペプチドを原形質(内)膜を横切って輸送するか、膜タンパク質を統合する。病原性微生物ではまた、宿主膜内で他のトランスロコンを組み立てることもでき、これにより病原性因子を標的細胞に輸送することができる。
どちらの場合でも、タンパク質複合体はSecタンパク質 (sec: secretory; 分泌性) から形成され、ヘテロ三量体Sec61がチャネルとなっている。原核生物では、相同チャネル複合体はSecYEGとして知られている。

## 中央チャネル
トランスロケーションチャネルは、原核生物ではSecYEG、真核生物ではSec61と呼ばれるヘテロ三量体タンパク質複合体である。これは、SecY、SecE、SecGサブユニットから構成されている。アイドル状態のこのチャネルの構造は、古細菌のX線結晶構造解析によって解明されている。SecYは大孔サブユニットである。側面から見た場合、チャネルは砂時計型の形状をしており、両側に漏斗(ろうと)がある。細胞外の漏斗には、αヘリックスから形成された小さな「プラグ」がある。膜の中央には、側鎖を内側に突出させた6つの疎水性アミノ酸の細孔リングから形成された構造がある。タンパク質のトランスロケーションの際に、プラグは邪魔にならない位置に移動し、ポリペプチド鎖は、細胞質側の漏斗から細孔リング、細胞外の漏斗を通って細胞外空間へと移動する。膜タンパク質の疎水性セグメントは、側方ゲートを通って脂質相に横方向に出て、膜貫通セグメントとなる。
大腸菌では、SecYEG複合体は膜上で二量体化する。真核生物では、Sec61の複数のコピーが集まって、オリゴサッカリルトランスフェラーゼ複合体、TRAP複合体、および膜タンパク質TRAM (シャペロンの可能性) など構成要素とともに、より大きな複合体を形成する。シグナルペプチダーゼ複合体やSRP受容体などのさらなる構成要素については、それらがトランスロコン複合体に一時的に結合しているだけなのかどうかは明らかではない。

## トランスロケーション
チャネルはペプチドがどちらの方向にも移動できるようにするので、ペプチドを特定の方向に移動させるためには、トランスロコン内に追加のシステムが必要である。トランスロケーションには3つのタイプがある。翻訳に伴って起こる共翻訳トランスロケーション(cotranslational translocation)と、翻訳後に起こる2種類の翻訳後トランスロケーション(post-translational translocation)で、それぞれ真核生物と細菌に見られる。真核生物がBiPでタンパク質を展開し、他の複合体を利用してペプチドを輸送するのに対し、細菌はSecAATPaseを利用する。

### 共翻訳トランスロケーション

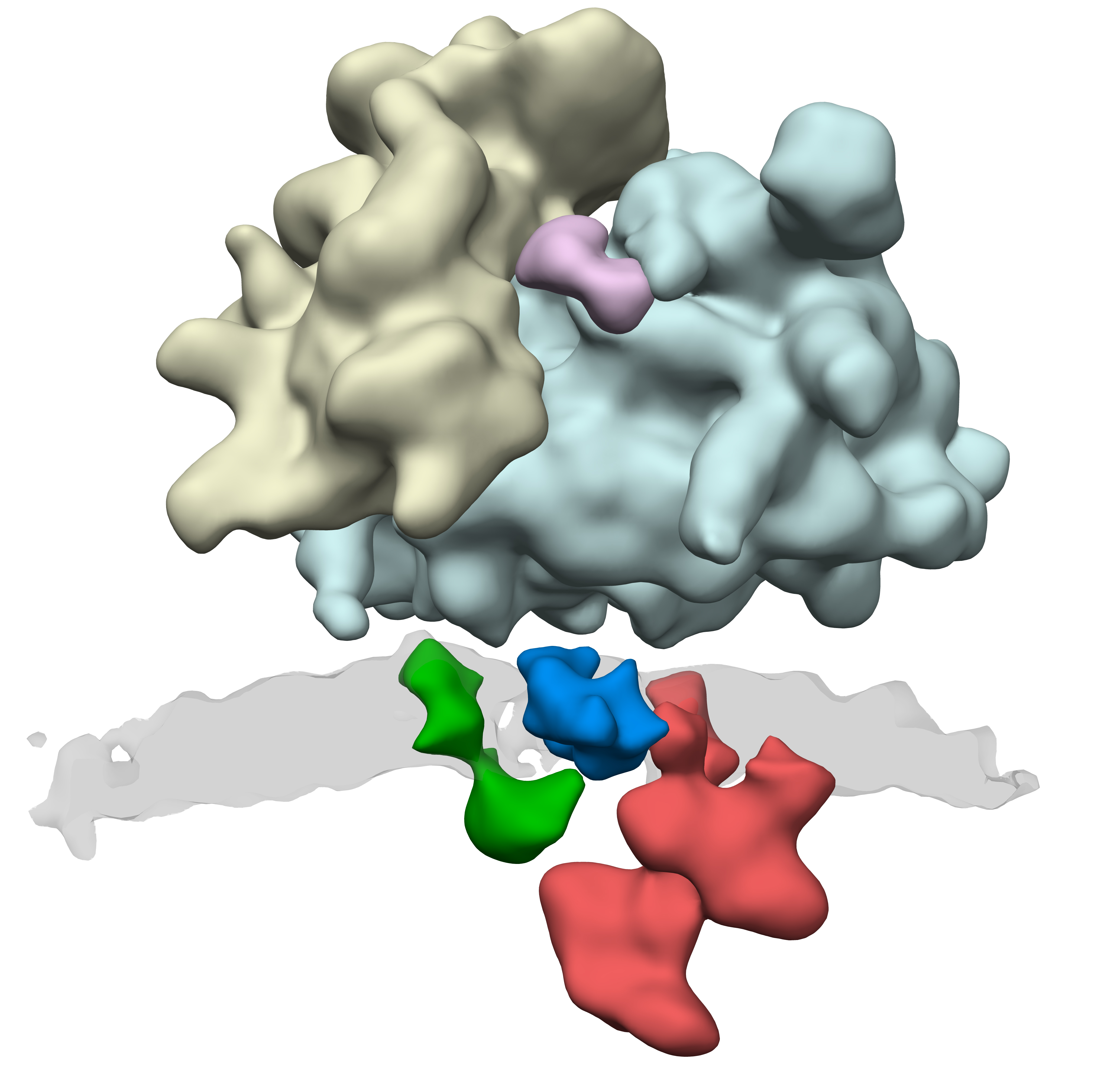
小胞体(ER)トランスロコン複合体。タンパク質合成には多くのタンパク質複合体が関与している。実際の生産はリボソーム (黄色と水色) で行われる。ERトランスロコン (緑: Sec61、青: TRAP複合体、赤: オリゴサッカリルトランスフェラーゼ複合体) を経て、新たに合成されたタンパク質は膜 (灰色) を越えてERの内部に運ばれる。Sec61はタンパク質伝導チャネルであり、OSTは新生タンパク質に糖鎖を付加する。

共翻訳トランスロケーション (co-translational translocation; 共翻訳転座)では、トランスロコンがリボソームと結合するため、成長中の新生ポリペプチド鎖がリボソームトンネルからSecYチャネルに移動する。トランスロコン (トランスロケーター) は、小胞体の疎水性膜を通るチャネルとして機能する (SRPが解離し、翻訳が継続された後)。出現するポリペプチドは、ブラウン・ラチェットによる潜在的な駆動によって、折りたたまれていないアミノ酸の列としてチャネルを通される。翻訳が終了すると、シグナルペプチダーゼは新生タンパク質から短いシグナルペプチドを切断し、小胞体の内部にポリペプチドを遊離させる。
真核生物では、小胞体に翻訳されるべきタンパク質は、シグナル認識粒子 (signal-recognition particle; SRP) によって認識される。シグナル認識粒子は、リボソームが小胞体上のSRP受容体に付着している間、リボソームによるポリペプチドの翻訳を停止させる。この認識イベントは、合成されるポリペプチドの最初の数個のコドンにある特定のＮ末端シグナル配列に基づいている。細菌はまた、真核生物TRAMに類似したシャペロンYidCとともにSRPを使用している。
トランスロコンは、膜タンパク質を小胞体の膜に正しい方向で移動させ、統合することもできる。このプロセスのメカニズムは完全には解明されていないが、トランスロコンが疎水性のアミノ酸配列の伸長を認識して処理することで、膜貫通ヘリックスになることがわかっている。ストップ・トランスファー・シーケンス (stop-transfer sequences)によって閉じられ、埋め込まれたシグナル配列によって開かれたプラグは、その開いた状態と閉じた状態の間で変化し、らせんを異なる方向に配置する。

### 翻訳後トランスロケーション
真核生物では、翻訳後トランスロケーション (post-translational translocation; 翻訳後転座) は、BiPとSEC62/SEC63膜内在性タンパク質複合体を含む他の複合体に依存している。この転移モードでは、Sec63は、BiPがATPを加水分解するのを助け、ATPはその後、ペプチドに結合してそれを「引き出す」。このプロセスは、ペプチド全体が引き抜かれるまで、他のBiP分子に対して繰り返される。
細菌では、同じプロセスが、SecAとして知られている「プッシュ」ATPaseによって行われ、引っ張る役割を担う反対側のSecDF複合体によって支援されることもある。SecA ATPaseは、「プッシュ・アンド・スライド」メカニズムを使用して、チャネルを介してポリペプチドを移動する。ATP結合状態では、SecAは2ヘリックスフィンガーを介して基質内のアミノ酸のサブセットと相互作用し、それらを (ATP加水分解により) チャネルに押し込む。次に、SecAがADP結合状態に入ると相互作用は弱まり、ポリペプチド鎖がどちらの方向にも受動的にスライドできるようになる。次に、SecAは、ペプチドの別のセクションを取得してプロセスを繰り返す。

## 小胞体レトロトランスロコン
トランスロケータはまた、ポリペプチド (プロテアソームを標的とする損傷したタンパク質など) を小胞体内腔から細胞質基質に移動させることができる。ERタンパク質は、26Sプロテアソームによって細胞質基質内で分解される。これは小胞体関連タンパク質分解として知られるプロセスであるため、適切なチャネルで輸送される必要がある。このレトロトランスロコン(retrotranslocon)は未だに謎に包まれている。
当初、Sec61チャネルがこの逆行性トランスポートに関与していると考えられ、これはSec61を介した輸送は常に一方向性ではなく双方向性である可能性があることを意味した。しかしながら、Sec61の構造はこの見解を裏付けるものではなく、いくつかの異なるタンパク質がER内腔から細胞質基質への輸送に関与していることが示唆されている。

## 参照項目
- SecYタンパク質（英語版）
- 細菌分泌系（英語版）